# Фон-дер-Флис, Борис Васильевич
Борис Васильевич Фан-дер-Флис (нидерл. Bernhard van der Vlies; 1762, Ниппорт, Голландия — 1846, Одесса, Российская империя) — инженер-гидротехник, сподвижник Ф. П. Де-Волана.

## Биография
Родился в Ниппорте 4 апреля 1762 года. Там же получил высшее инженерное образование.
Прибыл в Россию в 1792 году в числе группы иностранных инженеров, выписанных для сооружения крепостей и портов, и вскоре получил назначение участвовать в сооружении одесского порта. Из Одессы в 1796 году он был командирован в Кинбурн для ремонта некоторых частей крепости и возведения блокфорта (укрепленная пристань?). В 1800 году построил шлюзы на Днепровских порогах и Ненасытицком канале по проекту Де-Волана.
В 1802 году был командирован в Тулу для составления проектов и сооружения нового тульского оружейного завода. С 1806 по 1814 год занимался постройкой Ивановского канала, моста через реку Упа и другими гидротехническими сооружениями, предпринятыми с целью соединения реки Дона с Упой.
С 1814 по 1819 год работал над составлением проектов морских сооружений на Таврическом полуострове; работал в Севастополе и Херсоне.
В 1819 году был назначен гидротехником черноморских портов в морском ведомстве. В Николаеве благоустраивал набережные и улицы, занимался озеленением, освещением их; создал маяк на острове Тендра. В 1819 году по поручению вице-адмирала А. Грейга разрабатывал проект Спасского самотечного водопровода от Фонтана в Каменном саду до Адмиралтейства, протяженностью 1683 сажени (3 км); 23 мая 1821 года Фон-дер-Флис подал рапорт в Черноморскую исполнительную экспедицию о принятии на себя руководства строительством Николаевской морской обсерватории. Завершение строительства обсерватории было запланировано сначала на 1824 год, но ещё в 1825 году продолжались отделочные работы. А 26 июля 1826 года во время сильного ливня сильно пострадало главное здание. В 1828 году Грейг, недовольный ходом строительства и стоимостью работ (к тому времени было израсходовано 109 141 рублей), уволил Фон-дер-Флиса и назначил вместо него архитектора Людвига Опацкого, при котором 28 июня 1829 года и состоялось официальное завершение строительства.   
С 1828 года Фон-дер-Флис работал в Одессе. В 1829—1832 годах создал по своему проекту городскую набережную внизу Приморского бульвара. Расширил Практический, Карантинный и Новоплатовский молы, которые сформировали Одесский порт к 1850 году. В 1840 году спроектировал верфь неподалеку от Пересыпи.
Умер 16 (28) марта 1846 года.
В архитектурных работах руководствовался принципами классицизма, палладианства и ампира. Был награжден орденом Святого Владимира 4-й степени за выслугу лет.
Был женат два раза, имел детей: Василий (1800-1806), Бернгард (?—1850), Ольга (01.10.1821—13.10.1881), Анна (25.12.1824—03.09.1889), 